# Aimee Carrero
Aimee Carrero (nascuda el 15 de juliol de 1988) és una actriu i cantant dominicana-americana, principalment coneguda per posar les veus de She-Ra a la sèrie d'animació de Netflix She-Ra i les Princeses de Poder, i de la Princesa Elena a la sèrie animada de Disney Channel Elena d'Avalor. Entre 2014 i 2018, va donar vida al personatge de Sofia Rodriguez a la sèrie de Freeform Young & Hungry, i va fer el paper d'Angie a la sèrie Level Up de Cartoon Network.

## Educació i infància
Carrero va néixer a Santo Domingo, República Dominicana, filla de mare dominicana i pare de Puerto Rico, però va créixer a Miami, Florida. Va graduar-se per la Universitat Internacional de Florida l'any 2008 amb un grau en Relacions Internacionals.

## Carrera
L'any 2009, va aparèixer en la pel·lícula Alvin i els Esquirols 2 (original: Alvin and the Chipmunks: The Squeakquel). Les seves aparicions televisives inclouen El Mentalista, Lincoln Heights, Homes d'una Certa Edat (Men of a Certain Age), The Middle, Greek, Zeke and Luther i Baby Daddy. L'any 2011, va ser seleccionada pel paper d'Angie a la pel·lícula de Cartoon Network Level Up. Va reprendre el paper en la sèrie televisiva subsegüent del mateix nom. La sèrie va acabar el 2013 després dues temporades.
El 2012, Carrero va coprotagonitzar la pel·lícula de televisió del canal Lifetime Blue Lagoon: The Awakening. El mes de desembre d'aquell mateix any, va debutar a Off-Broadway a l'Atlantic Theater Company, amb l'obra What Rhymes With America. L'any 2014, va coprotagonitzar la pel·lícula de terror Devil's Due. Carrero També va tenir un paper secundari a la segona temporada de la sèrie de FX The americans com a Lucia, una Sandinista. També va obtenir un paper principal a la sitcom de ABC Family/Freeform Young & Hungry, protagonitzada per Emily Osment.
El gener de 2015, es va anunciar que Carrero seria la veu d'Elena, la primera princesa Latina de Disney, protagonista de la de sèrie de Disney Elena de Avalor. La sèrie és un spinoff de la sèrie de Disney Junior Sofia la Primera, i es va estrenar el 22 de juliol de 2016. L'abril de 2016, va ser anunciat que Carrero i el seu personatge Sofia seria protagonista juntament amb Ashley Tisdale en un potencial spinoff de la sèrie de Young & Hungry, titular Young & Sofia. Tanmateix, el projecte no va passar de l'episodi pilot emès dins la sèrie Young & Hungry.
L'any 2018, Carrero va ser contractada com la veu d'Adora, el personatge principal de la sèrie animada de Netflix She-Ra i les Princeses de Poder.

## Vida personal
El novembre de 2015, es va comprometre amb l'actor Tim Rock. Van casar-se l'agost de 2016.

## Filmografia

### Pel·lícules
| Any  | Títol                   | Funció           | Notes            |
| ---- | ----------------------- | ---------------- | ---------------- |
| 2007 | L'Home Essencial        | Eva Stroheim     | Pel·lícula curta |
| 2007 | Categoria 4             | Alexandra        | Pel·lícula curta |
| 2009 | Alvin i els esquirols 2 | Emily            |                  |
| 2010 | Never Winter            | Sam              | Pel·lícula curta |
| 2014 | Devil's Due             | Emily            |                  |
| 2014 | Obituaries              | Marie Sinclair   | Pel·lícula curta |
| 2015 | The Last Witch Hunter   | Miranda          |                  |
| 2017 | Yoshua                  | Maelle           | Pel·lícula curta |
| 2018 | The Portuguese Kid      | Patti Dragonetti |                  |
| 2018 | Dylan                   | Maritza          | Pel·lícula curta |
| 2020 | Wander Darkly           | Shea             |                  |
| 2020 | Holidate                | Carly            |                  |

### Televisió
| Any       | Títol                           | Funció          | Notes                                                           |
| --------- | ------------------------------- | --------------- | --------------------------------------------------------------- |
| 2009      | Hannah Montana                  | Mia             | Episodi: "For (Give) a Little Bit" Per (dona) una mica          |
| 2009      | Lincoln Heights                 | Sylvia Torres   | 4 episodis                                                      |
| 2009      | The Mentalist                   | Cassie          | Episodi: "Blood Brothers" Germans de Sang                       |
| 2010      | Greek                           | Sunny           | Episodi: "Your Friends and Neighbors" Els vostres Amics i Veïns |
| 2011      | Level Up                        | Angie           | Pel·lícula televisiva                                           |
| 2012–2013 | Level Up                        | Angie           | Paper principal                                                 |
| 2012      | Blue Lagoon: The Awakening      | Jude            | Pel·lícula televisiva                                           |
| 2014      | Baby Daddy                      | Sydney          | Episodi: "Romancing The Phone"                                  |
| 2014      | The americans                   | Lucia           | 4 episodis                                                      |
| 2014–2018 | Young &amp; Hungry              | Sofia Rodriguez | Paper principal                                                 |
| 2015–2016 | Blindspot                       | Ana Montes      | Episodis: "Cede your Soul", "Why Await Life's End"              |
| 2016      | Elena i el Secret de Avalor     | Princess Elena  | Pel·lícula televisiva; actriu de veu                            |
| 2016–2020 | Elena de Avalor                 | Princess Elena  | Actriu de veu, paper principal                                  |
| 2016      | MacGyver                        | Cindy           | Episodi: "The Corckscrew"                                       |
| 2017      | American Horror Story: Cult     | Noia de pícnic  | Episodi: "Election Night"                                       |
| 2018–2020 | She-Ra i les Princeses de Poder | Adora / She-Ra  | Actriu de veu, paper principal                                  |
| 2019      | El Village                      | Sofia Lopez     | Paper secundari, 5 episodis                                     |

### Web
| Any  | Títol              | Funció       | Notes                     |
| ---- | ------------------ | ------------ | ------------------------- |
| 2012 | Silverwood         | Emily        | Episodi: "Silverwood Inn" |
| 2014 | Young &amp; Hungry | Ella mateixa | 4 episodis                |

### Videoclips
| Any  | Títol | Artista | Funció       | Notes                                                   |
| ---- | ----- | ------- | ------------ | ------------------------------------------------------- |
| 2018 | SOS   | Cher    | Ella mateixa | Vídeoclip pel disc tribut a ABBA de Cher, Dancing Queen |